# Mường Và
Mường Và là một xã thuộc huyện Sốp Cộp, tỉnh Sơn La, Việt Nam.

## Địa lý
Xã có diện tích 281,4 km², dân số năm 1999 là 7.389 người, mật độ dân số đạt 26 người/km².

## Du lịch
Di tích Tháp cổ Mường Và: Nằm trong hệ thống di tích lịch sử - văn hóa, danh lam thắng cảnh của tỉnh Sơn La, là một công trình kiến trúc linh thiêng và cổ kính được nhân dân bản Mường Và, xã Mường Và, huyện Sốp Cộp tôn sùng và bảo vệ từ bao đời nay. Tháp được xây dựng trên một quả đồi nhân tạo, ngay trung tâm bản Mường Và, xã Mường Và, cách trung tâm huyện Sốp Cộp khoảng 7,5km về phía Đông Nam. Mường Và (theo tiếng địa phương) có nghĩa là miền đất đông người tập trung sinh sống, đất đai mầu mỡ phì nhiêu, có cánh đồng bằng phẳng thẳng cánh cò bay và phong cảnh đẹp, cư dân bản Mường Và phần lớn là người Lào.